# Penguin Highway
Penguin Highway (jap. ペンギン・ハイウェイ Pengin haiwei) – japońska powieść science fiction autorstwa Tomihiko Morimi, wydana w 2010 roku. Adaptacja w formie mangi ukazywała się w magazynie „Gekkan Comic Alive” wydawnictwa Media Factory od marca 2018 do lutego 2019. Film anime wyprodukowany przez Studio Colorido miał premierę w sierpniu 2018.

## Fabuła
Jak na dziecko, Aoyama posiada wiedzę porównywalną z wiedzą dorosłych. Z tego powodu często dokuczają mu koledzy z klasy. Podkochuje się też w sympatycznej kobiecie, którą niedawno poznał w gabinecie dentystycznym. Pewnego ranka w okolicy w tajemniczy sposób zaczynają pojawiać się pingwiny. Nikt nie wie, skąd się wzięły i jak udało im się tam dotrzeć. Aoyama jest zdeterminowany, by dowiedzieć się czegoś więcej, dlatego postanawia zbadać sprawę pingwinów.
Z czasem, wspólnie z Uchidą i Hamamoto, odkrywają lewitującą sferę, którą nazywają „Morzem”. Cokolwiek trafi do Morza, nie wraca z powrotem, a jedyne, co może je zniszczyć, to pingwiny. Jednak kiedy pingwiny to robią, staje się coś przerażającego...
Penguin Highway śledzi badania Aoyamy i jego przyjaciół nad tajemniczym pochodzeniem pingwinów, a także liczne trudności, które napotyka w trakcie swojego śledztwa.

## Bohaterowie
- Aoyama (jap. アオヤマ君 Aoyama-kun)

Seiyū: Kana Kita 
Przedwcześnie dojrzały chłopiec, który prowadzi zeszyt z rzeczami, których się nauczył. Podkochuje się w siostrzyczce i fascynuje się piersiami. Nigdy nie widział oceanu.
- Siostrzyczka (jap. お姉さん Onē-san)

Seiyū: Yū Aoi 
Tajemnicza kobieta, która pracuje w gabinecie dentystycznym, a także gra z Aoyamą w szachy. Ma wspomnienia o swoich rodzicach i dorastaniu na wybrzeżu. Okazuje się, że pochodzi ze świata sfery.
- Uchida (jap. ウチダ君 Uchida-kun)

Seiyū: Rie Kugimiya 
Nieśmiały chłopiec, który przyjaźni się z Aoyamą. Znęca się nad nim Suzuki.
- Hamamoto (jap. ハマモトさん Hamamoto-san)

Seiyū: Megumi Han 
Inteligentna dziewczyna, która podkochuje się w Aoyamie. Jest zazdrosna o siostrzyczkę.
- Suzuki (jap. スズキ君 Suzuki-kun)

Seiyū: Miki Fukui 
Kolega z klasy Aoyamy i dręczyciel. Podkochuje się w Hamamoto.
- Ojciec Aoyamy (jap. アオヤマ君のお父さん Aoyama-kun no Otōsan)

Seiyū: Hidetoshi Nishijima 
Dobrze ułożony mężczyzna. Wyjeżdża w zagraniczne podróże służbowe.
- Ojciec Hamamoto (jap. ハマモトさんのお父さん Hamamoto-san no Otōsan)

Seiyū: Naoto Takenaka 
Naukowiec zajmujący się meteorologią, który zainteresował się sferą po przeczytaniu dziennika swojej córki.

## Powieść
Penguin Highway to powieść autorstwa Tomihiko Morimi, która została pierwotnie wydana przez wydawnictwo Kadokawa Bunko w formacie tankōbon 28 maja 2010. Kadokawa wydała ją ponownie pod imprintem Kadokawa Bunko 22 listopada 2012. Po premierze filmu, Kadokawa wydała powieść z nową okładką autorstwa Boooty pod imprintem Kadokawa Tsubasa Bunko 15 czerwca 2018.

## Manga
Mangowa adaptacja powieści z ilustracjami Keito Yano była publikowana w magazynie „Gekkan Comic Alive” wydawnictwa Media Factory od 27 marca 2018 do 27 lutego 2019. Seria została wydana w trzech tomach, a pierwszy ukazał się 23 lipca 2018.
W Polsce mangę wydało Studio JG
| Nr | Język japoński  | Język japoński         | Język polski    | Język polski           |
| Nr | Data wydania    | ISBN                   | Data wydania    | ISBN                   |
| -- | --------------- | ---------------------- | --------------- | ---------------------- |
| 1  | 23 lipca 2018   | ISBN 978-4-04-065082-1 | 6 sierpnia 2021 | ISBN 978-83-8001-754-2 |
| 2  | 21 grudnia 2018 | ISBN 978-4-04-065329-7 | 14 grudnia 2021 | ISBN 978-83-8001-827-3 |
| 3  | 23 maja 2019    | ISBN 978-4-04-065710-3 | 18 marca 2022   | ISBN 978-83-8001-858-7 |

## Film anime
Adaptacja w formie filmu anime produkcji Studia Colorido została ogłoszona 1 marca 2018. Reżyserem filmu został Hiroyasu Ishida, za projekty postaci odpowiadał Yōjirō Arai, scenariusz napisał Makoto Ueda, a muzykę skomponował Umitarō Abe. Piosenką przewodnią jest „Good Night”, w wykonaniu Hikaru Utady.
Produkcja była nominowana do nagrody Japońskiej Akademii Filmowej w kategorii Animacja Roku w 2019. Otrzymała również Nagrodę Znakomitości na Japan Media Arts Festival w 2019 oraz nagrodę Najlepszego Animowanego Filmu Pełnometrażowego na Fantasia International Film Festival w 2018.